# Paralimnophila mystica
Paralimnophila mystica là một loài ruồi trong họ Limoniidae. Chúng phân bố ở miền Australasia.